# Estación de Wilen bei Wollerau
La estación de Wilen bei Wollerau es una  estación ferroviaria de la localidad suiza de Wilen bei Wollerau, perteneciente a la comuna suiza de Freienbach, en el Cantón de Schwyz.

## Historia y ubicación

Vista aérea de la línea ferroviaria atravesando la localidad

La estación se encuentra ubicada en el centro del núcleo urbano de Wilen bei Wollerau, situado al oeste de Freienbach. Fue inaugurada en 1891 con la apertura de la línea férrea Pfäffikon SZ - Arth-Goldau. Cuenta con un único andén lateral al que accede una vía pasante.
En términos ferroviarios, la estación se sitúa en la línea Pfäffikon SZ - Arth-Goldau. Sus dependencias ferroviarias colaterales son la estación de Freienbach-SOB hacia Pfäffikon SZ y la estación de Wollerau en dirección Arth-Goldau.

## Servicios ferroviarios
Los servicios ferroviarios de esta estación están prestados por SOB (SudÖstBahn):

### S-Bahn Zúrich
La estación está integrada dentro de la red de trenes de cercanías S-Bahn Zúrich, y en la que efectúan parada los trenes de una línea perteneciente a S-Bahn Zúrich:
- S 40 Rapperswil – Pfäffikon SZ – Samstagern – Einsiedeln